# Josef Fröhlich (Politiker)

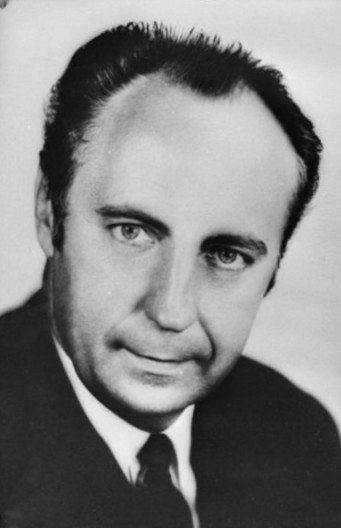
Josef Fröhlich (1970)

Josef Fröhlich (* 6. Dezember 1925 in Wien; † 12. oder 13. Dezember 2021) war Gastwirt, ÖVP-Abgeordneter im Wiener Landtag und Gemeinderat und Interessenvertreter der Gastronomie bzw. des Tourismus in der Wirtschaftskammer Österreich.

## Leben
Fröhlich legte die Matura an einer Wiener Handelsakademie ab und leistete 1943 bis 1945 bei der deutschen Wehrmacht seinen Kriegsdienst ab. Nach seiner Rückkehr legte er 1948 die Kellnergehilfenprüfung ab und übernahm 1950 von seinen Eltern das Gasthaus Zum Annaberg (7., Breite Gasse 16) und baute es zum modernen Restaurantbetrieb aus. Dort verkehrten Fröhlich zufolge „alle Größen des Theaters der damaligen Zeit“ (das Volkstheater war in der unmittelbaren Nachbarschaft). Er wurde Wiens erster „Theaterwirt“, bei dem Autor Hans Weigel über Jahre seinen ersten Stammtisch zelebrierte. Auch der P.E.N. hatte seinen Stammtisch im „Annaberg“.
1952 baute er die gastgewerbliche Jugendorganisation auf und schloss sie in dem von ihm gegründeten Bundesverband zusammen, dem er 16 Jahre als Obmann vorstand. Weiters war er Proponent des Bundes Österreichischer Gastlichkeit (BÖG), der unter seiner Präsidentschaft mit dem ÖAMTC das Kuratorium Österreichischer Gastlichkeit gründete und den ersten gastronomischen Führer Österreichs herausbrachte. Ab 1952 war er Funktionär der offiziellen Interessenvertretung der Wirtschaft, der Wirtschaftskammer Wien (damals als Handelskammer bekannt), und später auch der Wirtschaftskammer Österreich (damals kurz Bundeskammer genannt, Abkürzung für Bundeskammer der gewerblichen Wirtschaft Österreichs).
Fröhlich richtete 1963 wenige Schritte weiter, im revitalisierten Spittelberg-Biedermeierhaus Burggasse 13, sein zweites Restaurant ein und benannte es nach einer Posse des Alt-Wiener Theaterautors Johann Nestroy „Zu ebener Erde und erster Stock“. (Das Biedermeier-Caférestaurant ist tatsächlich ebenerdig und im ersten Stock untergebracht und besteht bis heute.) Daneben bildete er sich weiter und absolvierte beispielsweise 1953 bis 1955 den Hochschulkurs für Fremdenverkehr.
1964 bis 1971 war er für die Wiener ÖVP Gemeinderat und Landtagsabgeordneter und im Gemeinderatsausschuss für Kultur, Volksbildung, Schulverwaltung und Sport tätig. In dieser Funktion initiierte er vor allem den Beginn der Altstadterhaltung, der Revitalisierung denkmalgeschützter Objekte und war führend am Auf- und Ausbau des Tourismus, wie z. B. der saisonverlängernden Aktivitäten, beteiligt.
Er trat als Politiker zurück, als er 1971 die sozialdemokratische Wiener Vizebürgermeisterin Gertrude Sandner heiratete.
1965 bis 1985 fungierte er als oberster Interessenvertreter der österreichischen Gastronomiebetriebe (Fachverbandsvorsteher). 1970 wurde er zum obersten Vertreter der Wiener Fremdenverkehrswirtschaft (Obmann der Sektion Fremdenverkehr) gewählt und hatte in dieser Funktion auch die Interessen von Hotellerie, Reisebüros und Fremdenführern zu wahren.
1985 bis 1990 war Josef Fröhlich (gesamtösterreichisch) Obmann der Bundessektion Fremdenverkehr, 1990 bis 1995 einer der Vizepräsidenten der Wirtschaftskammer Österreich. In der Folge war er in mehreren Aufsichtsräten tätig, unter anderem in der (staatlichen) Betriebsgesellschaft für das Schloss Schönbrunn (wo er bis heute als Ehrenvorsitzender geführt wird) und für die Verwaltung der Wiener UNO-City.
Von 1965 bis 1991 war Fröhlich Vertreter der Wirtschaft in Organen der Österreichischen Fremdenverkehrswerbung (jetzt Österreich Werbung). Er widmete sich aber nicht nur der Auslandswerbung im Fremdenverkehr, sondern war auch an führender Stelle in der Werbung um den österreichischen Gast tätig. Die Wirtschaftskammer führt seit 1964 gesamtösterreichische Inlandswerbeaktionen durch. Die einzelnen Werbeaktionen werden in einem Ausschuss behandelt, dessen Vorsitz der Genannte bis 1990 führte.
1958 wurde er erstmals als ständiger Vertreter Österreichs in die International Ho-Re-Ca, die Weltorganisation des Hotel- und Gastgewerbes, entsandt. Wie sehr seine Mitarbeit in dieser Organisation geschätzt wurde, zeigte die Bestellung zum Mitglied des Generalvorstandes 1965, die Wahl zum Präsidenten 1975 und zum Ehrenpräsidenten 1980.
Die Begegnung mit Friedrich Jahn führte zur Errichtung eines Hotels der Wienerwald-Kette, des Tourotels Wien in Oberlaa. Fröhlich bewirkte die Verbindung des Wienerwald-Konzerns mit den Repräsentanten der Stadt Wien. In den Verhandlungen wurden die rechtlichen Grundlagen für das Wiener Tourotel in Oberlaa geschaffen, der Grundankauf ermöglicht, auch ein weiteres Wienerwald-Restaurant standortmäßig dort fixiert, ferner die Planung dem prominenten Architekturbüro Requat & Reinthaller übertragen und die räumliche Verbindung mit der Therme Oberlaa erwirkt. Er war maßgebend an der Errichtung des Wiener Hotels beteiligt.
Mit Dezember 1973 übernahm Fröhlich die Direktion aller bisher errichteten Tourotels in der Schweiz, in Deutschland sowie in Linz und Wien. Mit sofortiger Wirkung installierte er ein überregionales Verkaufsbüro und die Überwachung des gesamten Funktionsablaufs aller Tourotels. In weiterer Folge erhielt er die Alleinprokura der Gruppe „Wienerwald Österreich“ und initiierte die Neuerrichtung weiterer Wienerwald-Restaurants sowie von Wienerwald-Raststätten auf den österreichischen Autobahnen. Nach dem Wechsel des Eigentümers organisierte er den Verkauf der österreichischen Tourotels und blieb auch nach seinem Pensionsantritt (1992) in beratender Funktion tätig.
In seiner Eigenschaft als Präsident des Skål-Clubs  von Wien und des Nationalkomitees Österreich förderte er von 1975 an die amikalen Zusammenkünfte führender Tourismusmanager und -unternehmer im Bereich der offiziellen Werbestellen und der Verkehrsträger. Seiner Initiative war es zu verdanken, dass der Internationale Skål-Kongress 1988 mit mehreren tausend Teilnehmern in Wien abgehalten wurde.
Gertrude Fröhlich-Sandner starb 2008. Sie hatte in ihren letzten Jahren von Josef Fröhlich getrennt gelebt.

## Ehrungen
- Goldenes Verdienstzeichen der Republik Österreich (2001)
- Ehrenkreuz des Bundeslandes Steiermark
- Tiroler Adler-Orden in Gold
- Großes Silbernes Ehrenzeichen für Verdienste um das Land Wien (2001)[3]